# Globus (hudební skupina)
Globus (celým názvem Globus Music, Inc.) je dceřiná společnost vlastněná Immediate Music a hudební skupina z města Santa Monica, jejíž tvorba je inspirována trailerovou hudbou. Hlavními skladateli skupiny jsou Yoav Goren a Jeffrey Fayman, se kterými vydala svá alba pod nakladatelstvím Imperativa Records. Hudební styl Globusu je zejména symfonický rock s prvky symfonického metalu.
Skupina si odbyla svůj debut 26. července 2006 v The Grand Hall ve Wembley v Londýně. První album Epicon pak bylo vydáno v srpnu téhož roku. Na bicí hraje hostující Mark Richardson ze skupiny Feeder (hudební skupina). Některé z jejich písní byly použity jako trailery, například skladba Preliator se objevila ve filmu Spider-Man 2.

## Diskografie

### Singly
- Prelude (On Earth As In Heaven)
- Spiritus Khayyam
- Orchard Of Mines
- Wyatt Earth
- Preliator
- Europa

### Alba
- Epicon (2006)
- Break From This World (2011)

### Živá alba
- EPIC LIVE! (2010)
- Studio Live (2012), digitální download

### DVD
- Globus Live At Wembley (2008)

## Členové kapely
- Lisbeth Scott
- Scott Ciscon
- Anneke van Giersbergen
- Christine Navarro
- Yoav Goren
- Daniel Pursey
- Ryan Hanifl
- Tate Simms
- Mark Richardson
- Jeffrey Fayman
- Robert Fripp
- Sammy Allen
- Kfir Melamed
- Hiro Goto
- Mike Horick
- Bernard Yin